# Peque (Kolumbia)
Peque – miasto w Kolumbii, w departamencie Antioquia. Zamieszkiwane przez 7 482 mieszkańców (2002).